# Dó đất hoa thưa
Dó đất hoa thưa, còn gọi là dương đài hoa thưa, cu chó, dó đất, xà cô, nấm đất, (danh pháp khoa học: Balanophora laxiflora) là một loài thực vật có hoa trong họ Balanophoraceae. Loài này được Hemsl. mô tả khoa học đầu tiên năm 1894.